# Rue Paule-Raymondis
La rue Paule-Raymondis est une voie de Toulouse, chef-lieu de la région Occitanie, dans le Midi de la France.

## Situation et accès

### Description
La rue Paule-Raymondis est une voie publique. Elle se trouve dans le quartier de Gramont, dans le secteur 4 - Est.
La chaussée compte une voie de circulation automobile dans chaque sens. Il n'existe ni bande, ni piste cyclable. 

### Voies rencontrées
La rue Paule-Raymondis rencontre les voies suivantes, dans l'ordre des numéros croissants (« g » indique que la rue se situe à gauche, « d » à droite) :
1. Chemin de Gabardie
2. Rue du Pré-Fermé (d)
3. Rond-point Émile-Joseph-Fournier
4. Chemin de Gabardie (g)
5. Chemin de Montredon (d)

## Odonymie
Le nom de la rue rend hommage à Paule Raymondis (1889-1971). Dès juillet 1940, Paule Raymondis s'engage dans la Résistance. Elle est du noyau fondateur du groupe Liberté-Égalité-Fraternité, puis du mouvement Libération-Sud à Toulouse. Sa maison, rue Matabiau, sert autant de dépôt de matériel et de journaux clandestins que de refuge pour les résistants traqués.

## Patrimoine et lieux d'intérêt

### Fermes et maisons
- no  43 bis : ferme toulousaine (deuxième moitié du XIXe siècle)[2].

### Zone d'activité de Gabardie
La zone d'activité de Gabardie est un parc d'activité à vocation tertiaire. Il couvre une superficie de 21 hectares qui s'organise principalement autour de la rue Paule Raymondis et de l'impasse Marthe-Condat.
- no  45 : syndicat du bassin Hers-Girou. 
Le syndicat du bassin Hers-Girou, créé en 1972, est un syndicat mixte intercommunal dont la vocation est d'encourager la réalisation des travaux de recalibrage de l'Hers-Mort et de ses principaux affluents et sous-affluents, dont le Girou, le Dagour, la Marcaissonne, le Peyrencou, la Saune, la Sausse, la Seillonne et la Vendinelle, soit 294 km de cours d'eau. Il s'intéresse également à l'entretien et la restauration de la végétation des berges. Il est dirigé par un comité syndical, constitué de 59 délégués élus par les communes et les divers établissements publics de coopération intercommunale.
Le siège du syndicat du bassin Hers-Girou est un bâtiment contemporain construit entre 2008 et 2009. Il est agrandi entre 2013 et 2014 afin de permettre l'extension de la salle de réunion, tandis qu'un nouveau bâtiment, dévolu au stockage, est élevé à l'arrière.